# StarCraft II: Heart of the Swarm
 (срп. Срце Роја) је стратегија у реалном времену смештена у будућности. Heart of the Swarm је други део планиране трилогије StarCraft II. Трећи наставак ће се звати Legacy of the Void.
Експанзија обухвата додатне јединице и мултиплејер промене из Wings of Liberty, као и наставак кампање фокусиране на расу Зергове. Главни протагониста експанзије је Сара Кериган у њеном настојању да поврати контролу над својим Swarm што јој омогућава освету над врховним командантом Арктурусом Менгском, вођом Теранског Доминиона. Игра обухвата и 20 кампањских мисија (плус неколико зерговских јединица које се могу еволуирати кроз мисије) а за играње је потребна првобитна игра. Експанзија је пуштена у продају 12. марта 2013. године.